# Czerwony Kapturek (film 2012)
Czerwony Kapturek (niem. Rotkäppchen) – niemiecki film familijny z 2011 roku, należący do cyklu filmów telewizyjnych Najpiękniejsze baśnie braci Grimm. Film jest adaptacją baśni Czerwony Kapturek w wersji braci Grimm, jednak wzbogaconą o dodatkowe wątki niewystępujące w pierwowzorze literackim. 

## Fabuła
W niewielkiej wsi wraz ze swoją córką nazywaną Czerwonym Kapturkiem mieszka Annemarie. Pewnego razu matka wysyła swoją dzielną córkę do babci, która ciężko zachorowała i musi cały czas leżeć w łóżku. Zapakowuje jej niezbędne rzeczy, jedzenie oraz różne smakołyki i wysyła w podróż do chatki babci, która znajduje się w głębi lasu. Annemarie ostrzega córkę przed niebezpieczeństwami czyhającymi w lesie i prosi ją, by nie zbaczała ze ścieżki. Podczas podróży dziewczynkę spotyka wilk, który ma wobec niej złe zamiary. 

## Obsada
- Amona Aßmann: Czerwony Kapturek
- Zora Thiessen: matka Annemarie
- Marie Gruber: babcia
- Edgar Selge: wilk
- Felix Klare: myśliwy
- Chiron Krase: Anton
- Nina Vorbrodt: pani burmistrz
- Friederike Frerichs: stara Trude